# San Antonio Abad (estación)
San Antonio Abad es una de las estaciones que forman parte del Metro de la Ciudad de México, perteneciente a la Línea 2. Se ubica en el centro de la Ciudad de México, en la alcaldía Cuauhtémoc.

## Información general
Toma su nombre de la avenida San Antonio Abad, que es donde se encuentra ubicada. Su símbolo representa la silueta del fraile San Antonio Abad de Egipto, que nació cerca de Menfís, aproximadamente en el año 251.

### Afluencia
En 2014 la estación presentó una afluencia promedio anual de 20 622 personas.
| Tipo de día   | Afluencia promedio |
| ------------- | ------------------ |
| Día laboral   | 24 128             |
| Fin de semana | 13 080             |
| Día festivo   | 9 622              |
| Total anual   | 20 622             |

La siguiente tabla muestra la afluencia de la estación en los últimos 10 años:
| Afluencia Anual de Pasajeros | Afluencia Anual de Pasajeros | Afluencia Anual de Pasajeros | Afluencia Anual de Pasajeros | Afluencia Anual de Pasajeros | Afluencia Anual de Pasajeros |
| ---------------------------- | ---------------------------- | ---------------------------- | ---------------------------- | ---------------------------- | ---------------------------- |
| Año                          | Afluencia                    | A Diario                     | Ranking                      | Incremento                   | Ref.                         |
| 2024                         | -                            | -                            | -                            | -                            |                              |
| 2023                         | 6,117,960                    | 16,761                       | 74°/187                      | +12.22%                      | [ 3 ]                        |
| 2022                         | 5,451,709                    | 14,936                       | 78°/175                      | +54.30%                      | [ 4 ]                        |
| 2021                         | 3,533,270                    | 9,680                        | 86°/195                      | -22.75%                      | [ 5 ]                        |
| 2020                         | 4,573,597                    | 12,496                       | 72°/195                      | -42.09%                      | [ 6 ]                        |
| 2019                         | 7,897,611                    | 21,637                       | 79°/195                      | +16.33%                      | [ 7 ]                        |
| 2018                         | 6,788,829                    | 18,599                       | 93°/195                      | -19.69%                      | [ 8 ]                        |
| 2017                         | 8,453,384                    | 23,159                       | 65°/195                      | -4.66%                       | [ 9 ]                        |
| 2016                         | 8,866,883                    | 24,226                       | 61°/195                      | +0.64%                       | [ 10 ]                       |
| 2015                         | 8,810,733                    | 24,138                       | 63°/195                      | +1.13%                       | [ 11 ]                       |

## Conectividad

### Salidas
- Calzada San Antonio Abad entre Calle Manuel Gutiérrez Nájera y Calle Alfredo Chavero, Colonia Tránsito
- Calzada San Antonio Abad entre Calle Manuel María Flores y Calle José Joaquín Arriaga, Colonia Obrera

Así como también algunas rutas de transporte que alimentan a la estación

## Terremoto de México 2017
Cercano a la estación se ubicaba un complejo de oficinas ubicado en Calz. San Antonio Abad N.º 122, adyacente al acceso oriente de la estación, el mismo que fue dañado por el terremoto del 19 de septiembre de 2017. Debido a esto, el acceso oriente de la estación fue cerrado de manera semipermanente hasta que terminaran las obras de demolición de dicho conjunto de oficinas y se verificase que el acceso no resultó afectado por el fenómeno. La Secretaría de Seguridad Pública mantuvo acordonado el edificio, el cual fue cubierto con malla geotextil de construcción para realizar las obras de demolición de manera controlada.
En ese complejo de oficinas se ubicaba la Procuraduría de la Defensa del Trabajo de la Ciudad de México, misma que tuvo que reubicar temporalmente sus instalaciones dentro de la Junta Local de Conciliación y Arbitraje hasta encontrar una sede alterna de manera permanente.